# 広川恵一
広川 恵一（ひろかわ けいいち、本名同じ、1987年8月19日 - ）は作曲家、編曲家、ベーシスト。神奈川県出身。MONACA所属。

## 経歴
東京造形大学大学院卒業。2012年より神前暁に師事し、MONACAへ参加。
美大卒という珍しい経歴と、師匠である神前暁譲りのキャッチーなメロディを軸とした楽曲を武器としている。
また、ベースや神前暁作曲のプログラミングを担当することがある。

## 楽曲を提供した主な作品

### ゲーム
- 『鉄拳』シリーズ
- 『恋は校則に縛られない！』
  - キャラクターソング「Updater」（作曲・編曲）
- 『イロドリミドリ』
  - キャラクターソング「ハート・ビート」（作曲・編曲・ベース）
- 『アイカツ!フォトonステージ!!』
  - 挿入歌「ドリームバルーン」（作曲・編曲）

- 『アイドルマスター シンデレラガールズ』シリーズ
  - 「Dreaming of you」（作曲・編曲）川島瑞樹ソロ曲
  - 「アンデッド・ダンスロック」（作詞・作曲・編曲）
  - 「オウムアムアに幸運を」（作詞・作曲・編曲）
  - 「TAKAMARI☆CLIMAXXX!!!!!」（作詞・作曲・編曲）
  - 「オレンジタイム」 (作詞・作曲・編曲)
  - 「堕ちる果実」 (作曲・編曲)

- 『アイドルマスター』シリーズ
  - 「CRIMSON LOVERS」（作曲・編曲）

### アニメ
- 『じょしらく』
  - キャラクターソング「なみふせぎ講釈」（ベース・プログラミング）
- 『俺の妹がこんなに可愛いわけがない。』
  - 挿入歌「ぷらねっと☆ばーすと」（神前暁と共同編曲）
- 『サーバント×サービス』
  - BGM（MONACA名義）
- 『〈物語〉シリーズ セカンドシーズン』
  - 楽曲制作協力
  - 『つばさタイガー』OP主題歌「chocolate insomnia」（プログラミング）
  - 『まよいキョンシー』OP主題歌「happy bite」（プログラミング）
  - 『なでこメドゥーサ』OP主題歌「もうそう♡えくすぷれす」（プログラミング）
- 『Wake Up, Girls!』
  - BGM（MONACA名義）
  - 挿入歌「シャツとブラウス」（作曲・編曲）
  - 挿入歌「16歳のアガペー」（作曲・編曲・ベース）
  - 挿入歌「DATTE」（作曲・編曲）
  - キャラクターソング「ハジマル」（作曲・編曲・ベース）
  - キャラクターソング「WOO YEAH!」（作曲・編曲）
  - キャラクターソング「地下鉄ラビリンス」（作曲・編曲）
  - キャラクターソング「HIGAWARI PRINCESS」（作曲・編曲）
- 『アイカツ!』
  - BGM（MONACA名義）
  - 挿入歌「CHU-CHU♡RAINBOW」（作曲・編曲）
  - 挿入歌「Blooming♡Blooming」（作曲・編曲・ベース）
  - ラジオ主題歌「ラン・ラン・ドゥ・ラン・ラン!」（作曲・編曲）
- 『龍ヶ嬢七々々の埋蔵金』
  - キャラクターソング「WONDERFUL WONDERS」（作曲・編曲）
  - キャラクターソング「タンテイズム99%」（作曲・編曲）
  - キャラクターソング「ひとさし指でしーっ!だぞ」（作曲・編曲）
- 『キャプテン・アース』
  - BGM（MONACA名義）
- 『ハナヤマタ』
  - 挿入歌「コドクシグナル」（作曲・編曲・ベース）
  - キャラクターソング「THUNDER,RAIN,涙の行方」（作曲・編曲・ベース）
  - キャラクターソング「make a friendship」（作曲・編曲・ベース）
- 『うぇいくあっぷがーる ZOO!』
  - BGM（MONACA名義）
- 『結城友奈は勇者である』
  - BGM（MONACA名義）
- 『電波教師』
  - 挿入歌「夢見る二丁拳銃(トゥーハンド)」（作曲・編曲）
- 『Wake Up, Girls! 青春の影』
  - BGM（MONACA名義）
  - 挿入歌「素顔でKISS ME」（編曲）
  - 挿入歌「運命の女神」（作曲・編曲）
- 『Wake Up, Girls! Beyond the Bottom』
  - BGM（MONACA名義）
  - 挿入歌「止まらない未来」（作曲・編曲）
- 『モンスターストライク』
  - BGM（第15話 - ）（神前暁・高橋邦幸・高田龍一と共同）
- 『あんハピ♪』
  - ED主題歌「明日でいいから」（作曲・編曲）
  - キャラクターソング「サプリナル」（作曲・編曲）
- 『灼熱の卓球娘』
  - BGM（高橋邦幸・田中秀和と共同）
  - ED主題歌「僕らのフロンティア」（作曲・編曲）
- 『フレームアームズガール』
  - ED主題歌「FULLSCRATCH LOVE」（作曲・編曲）
  - 劇場版主題歌「満場一致LOVE ENERGY」（作曲・編曲）
- 『アイカツスターズ!』
  - ED主題歌「So Beautiful Story」（作曲・編曲）
- 『Wake Up, Girls! 新章』
  - 挿入歌「あおばブルース」（作詞・作曲・編曲）
- 『デスマーチからはじまる異世界狂想曲』
  - OP主題歌「スライドライド」（作曲・編曲）
- 『キラッとプリ☆チャン』
  - OP主題歌「Go! Up! スターダム!」（瀬尾祥太郎と共編曲）
  - OP主題歌「キラリスト・ジュエリスト」（作曲・編曲）
- 『Vivy -Fluorite Eye's Song-』
  - 挿入歌「Elegy Dedicated With Love」（作曲・編曲）
- 『ライアー・ライアー』
  - BGM（高橋邦幸と共同）[3]
- 『シャングリラ・フロンティア』
  - BGM（高田龍一・高橋邦幸と共同）[4]
- 『鬼人幻燈抄』
  - BGM（高田龍一・高橋邦幸と共同）[5]
- 『魔神創造伝ワタル』
  - BGM（高田龍一、オリバー・グッド、井上馨太と共同）[6]
- 『キミとアイドルプリキュア♪』
  - OP主題歌「キミとアイドルプリキュア♪ Light Up!」（作曲・編曲）[7]

### テレビドラマ
- 『マネーの天使〜あなたのお金、取り戻します!〜』
  - BGM（MONACA名義）

### アーティスト
- 河野マリナ
  - 「MAGIC OF MUSIC」（作曲・編曲）
- 上田麗奈
  - 「ティーカップ」（作曲・編曲）
- 月ノ美兎
  - 「ウラノミト」（作曲・編曲）[8]
- Ranunculus
  - 「DONBURA KONBURA SPEAKERS」（作詞・作曲・編曲）
  - 「カミサマレコード」（作詞・作曲・編曲）

### その他
- 三菱航空機
  - 2014年度版PV（音楽制作）